# Ljubo Rančigaj
Ljubo Rančigaj, slovenski skladatelj, pianist in pedagog, * 8. april 1936, Ljubljana. - februar 2025.
Kompozicijo je študiral pri Karolu Pahorju (1956-60) in v razredu akademika prof. Uroša Kreka (1980-82). Rančigaj je bil dolgoletni profesor solfeggia na ljubljanski Akademiji za glasbo.